# مورا (بازیکن فوتبال)
ماوریسیو پریرا باروس (پرتغالی: Mura؛ زادهٔ ۴ فوریهٔ ۱۹۴۴) بازیکن فوتبال اهل برزیل بود.
از باشگاه‌هایی که در آن بازی کرده‌است می‌توان به باشگاه فوتبال بوتافوگو اشاره کرد.